# Hans Driesch
Hans Adolf Eduard Driesch (ur. 28 października 1867 – zm. 16 kwietnia 1941 w Lipsku) – filozof i biolog niemiecki.
Studiował zoologię we Fryburgu Bryzgowijskim i w Jenie otrzymując doktorat w 1889 napisany pod kierunkiem Ernesta Haeckela. Od 1911 roku profesor Uniwersytetu w Heidelbergu, od 1919 do 1921 roku w Kolonii, a od 1921 do 1933 w Lipsku.
Był przedstawicielem witalizmu.

## Główne dzieła
- Philosophie des Organischen
- Der Vitalismus als Geschichte und als Lehre
- Die organischen Regulationen (1899)